# Hypena haplochrosta
Hypena haplochrosta là một loài bướm đêm trong họ Erebidae.